# Living Card Game
Living Card Game або LCG (укр. Жива Карткова Гра) — новий формат карткових настільних ігор, створений компанією Fantasy Fight Games (FFG). 
Жива Карткова Гра (ЖКГ) порушує традицію Колекційної Карткової Гри (ККГ), пропонуючи цілком новий формат розповсюдження карт. Вони обидві дозволяють створювати різноманітні гральні колоди та нескінченно розширювати гру за допомогою нових колод. Але, на відміну від ККГ, в основі якої лежить продаж гравцеві колод чи бустерів, комплектація яких достеменно невідома, ЖКГ пропонує стандартизовану колоду карт, однакову для всіх покупців. Карти ЖКГ колекційної цінності не мають.
Випуск Живої Карткової Гри складається з двох етапів. Спочатку видається Базовий Набір (англ. Core Set), який складається з інструкції, жетонів, сюжетних карт та карт для створення колод героїв гри. Надалі, видавець випускає доповнення у вигляді менших за кількістю карт колод, що є необхідними для побудови нових колод героїв та можуть містити новий сюжет гри або змінювати чи доповнювати її механіку.
Нові доповнення дозволяють суттєво змінити колоду героя та спробувати нову тактику в проходженні гри. Нові колоди для Живої Карткової Гри можуть видаватись протягом багатьох років.
Компанія Fantasy Fight Games випускає такі ЖКГ:
- A Game of Thrones: The Card Game 2-е видання (2015 р.)[2]
- Arkham Horror: The Card Game (2016 р.)[3]
- Legend of the Five Rings: The Card Game (2017 р.)[4]
- The Lord of the Rings: The Card Game (2011 р.)[5]

ЖКГ, випуск яких закінчено:
- Call of Cthulhu: The Card Game (2008-2015 рр.)[6]
- A Game of Thrones: The Card Game 1-е видання (2008-2015 рр.)[7]
- Warhammer: Invasion (2009-2013 рр.)[8]
- Warhammer 40,000: Conquest (2014-2017 рр.)[9]
- Android: Netrunner (2012-2018 рр.)[10]
- Star Wars: The Card Game (2012-2018 рр.)[11]